# 洛陽中收機械裝備
洛陽中收機械裝備有限公司，是中國機械工業集團有限公司旗下公司，是在1955年成立，主要生產中国第一台拖拉机、收割機等產品。現任董事長雷雨春。
2008年，被中國機械工業集團有限公司收購本集團，已被國務院批准。